# Persone di nome Giovanni/Nobili
| Questa pagina contiene informazioni ricavate automaticamente dalle voci biografiche con l'ausilio del template Bio e di un bot. L'aggiornamento è periodico e automatico e ricostruisce completamente la pagina. Se manca una persona in questa lista, sei pregato di non aggiungerla, ma accertati piuttosto che la sua voce biografica contenga il template Bio e che i dati anagrafici siano correttamente compilati. Se il template Bio manca, inseriscilo tu stesso o, in alternativa, metti l'avviso {{tmp\|Bio}} che ne segnala la mancanza. Se i dati riportati sono sbagliati, correggi direttamente la voce biografica; le modifiche saranno visibili in questa lista entro pochi giorni. Per chiarimenti vedi il progetto antroponimi. La lista contiene solo le 257 persone che sono citate nell'enciclopedia e per le quali è stato implementato correttamente il template Bio. Pagina aggiornata al 6 ago 2025. |

Questa è una lista di persone presenti nell'enciclopedia che hanno il nome Giovanni e sono nobili.

## A(14)
- Giovanni Abbatelli Chiaramonte, nobile, politico e mercante italiano († 1459)
- Giovanni Abbatelli, nobile, politico e mercante italiano († 1453)
- Giovanni Battista Giuseppe Albrizzi, nobile italiano (Padova, n. 1799 - † 1860)
- Giovanni Battista VI Giuseppe Albrizzi, nobile italiano (n. 1750 - † 1812)
- Giovanni Alidosi, nobile italiano (Castel del Rio, n. 1420 - Castel del Rio, † 1494)
- Giovanni Aliprandi, nobile italiano († 1426)
- Giovanni Angelo d'Altemps, II duca di Gallese, nobile e letterato italiano (Roma, n. 1587 - Roma, † 1620)
- Giovanni Pietro d'Altemps, III duca di Gallese, nobile italiano (Roma, n. 1607 - Roma, † 1691)
- Giovanni Augusto di Anhalt-Zerbst, nobile tedesco (Zerbst, n. 1677 - Zerbst, † 1742)
- Giovanni Atalarico, nobile bizantino (Cartagine - Büyükada)
- Giovanni Attendolo, nobile italiano (Cotignola, n. 1319)
- Giovanni Weikhard di Auersperg, nobile boemo (Žužemberk, n. 1615 - Lubiana, † 1677)
- Giovanni Ferdinando di Auersperg, nobile austriaco (Vienna, n. 1655 - Ziębice, † 1705)
- Giovanni Axuch Comneno, nobile bizantino (Costantinopoli, † 1200)

## B(19)
- Giovanni Battista Baldetti, nobile, politico e militare italiano (Crotone, n. 1766 - Siena, † 1831)
- Giovanni Barbiano di Belgiojoso, nobile e militare italiano (Milano, n. 1638 - Milano, † 1715)
- Giovanni Barile, nobile italiano (Caltanissetta, † 1800)
- Giovanni di Beaumont, nobile olandese (n. 1288 - † 1356)
- Giovanni I Bentivoglio, nobile italiano (Bologna - Bologna, † 1402)
- Giovanni II Bentivoglio, nobile italiano (Bologna, n. 1443 - Milano, † 1508)
- Giovanni Battista Bianco, nobile italiano
- Giovanni Battista Boiardo, nobile (n. 1503 - † 1528)
- Giovanni Boiardo, nobile († 1523)
- Giovanni Battista Borea d'Olmo, nobile e politico italiano (Genova, n. 1831 - Sanremo, † 1936)
- Giovanni Battista Borghese, nobile italiano (Roma, n. 1639 - Roma, † 1717)
- Giovanni Borgia Enriquez, nobile, letterato e militare spagnolo (n. 1493 - † 1543)
- Giovanni Borgia, II duca di Gandia, nobile e militare italiano (Italia, n. 1476 - Roma, † 1497)
- Giovanni Borgia, nobile italiano (Roma, n. 1498)
- Giovanni Benedetto Borromeo Arese, nobile e imprenditore italiano (Milano, n. 1679 - Milano, † 1744)
- Giovanni Galeazzo Bossi, nobile e politico italiano (Milano, n. 1619 - Milano, † 1684)
- Giovanni I di Braganza, nobile (Vila Viçosa, n. 1543 - Vila Viçosa, † 1583)
- Giovanni di Brienne, nobile, condottiero e poeta francese (Costantinopoli, † 1237)
- Giovanni Francesco Brivio, nobile italiano (n. 1460 - Milano, † 1517)

## C(22)
- Giovanni Battista Caccia, nobile italiano (Vaprio d'Agogna, n. 1571 - Milano, † 1609)
- Giovanni Antonio Caldora, nobile e condottiero italiano (Napoli, † 1382)
- Giovanni Antonio Caldora, nobile e condottiero italiano (Napoli)
- Giovanni Cantacuzeno, nobile, militare e funzionario bizantino (n. 1190 - † 1257)
- Giovanni Battista Cantone, nobile e magistrato italiano (n. 1589 - Madrid, † 1655)
- Sergianni Caracciolo, nobile, condottiero e politico italiano (Napoli, † 1432)
- Giovanni Carafa di Noja, nobile e matematico italiano (Noja, n. 1715 - Napoli, † 1768)
- Giovanni Raimondo Folch I de Cardona, nobile (n. 1375 - Cardona, † 1441)
- Giovanni Raimondo Folch II de Cardona, nobile (Arbeca, n. 1400 - Cardona, † 1471)
- Giovanni Maria Cauzzi, nobile e generale italiano (Cremona - Fornovo di Taro, † 1495)
- Giovanni Battista Ceschi a Santa Croce, nobile italiano (Trento, n. 1827 - Roma, † 1905)
- Giovanni I Chiaramonte, nobile, politico e militare italiano (Girgenti - Palermo, † 1339)
- Giovanni II Chiaramonte, nobile, politico e militare italiano († 1342)
- Giovanni di Charolais, nobile (n. 1283 - † 1316)
- Johann Kaspar II Cobenzl, nobile austriaco (Leitenburg, n. 1664 - Graz, † 1742)
- Giovanni Antonio Colonna di Cesarò, nobile e politico italiano (Roma, n. 1878 - Roma, † 1940)
- Giovanni Comneno Asen, nobile bulgaro († 1363)
- Giovanni Raulo Petralife, nobile e militare bizantino
- Giovanni I da Ceccano, nobile italiano
- Giovanni Corvino, nobile ungherese (Buda, n. 1473 - Krapina, † 1504)
- Giovanni Cossa, nobile italiano (Ischia, n. 1400 - Tarascona, † 1476)
- Giovanni Criselio, nobile bulgaro

## D(43)
- Giovanni d'Assia-Braubach, nobile (Darmstadt, n. 1609 - Ems, † 1651)
- Giovanni II di Brosse, nobile francese († 1482)
- Giovanni II di Chambes, nobile francese (Montsoreau)
- Giovanni Ruggero Dalasseno, nobile bizantino
- Giovanni Battista De Mari, nobile (Genova, n. 1686 - Reggio Emilia, † 1777)
- Giovanni Battista Durini, I conte di Monza, nobile e banchiere italiano (Milano, n. 1612 - Milano, † 1677)
- Giovanni Cristiano II di Eggenberg, nobile boemo (Graz, n. 1704 - Graz, † 1717)
- Giovanni III della Frisia orientale-Rietberg, nobile tedesco (Aurich, n. 1566 - Rietberg, † 1625)
- Giovanni IV di Bretagna, nobile (Hennebont, † 1345)
- Giovanni VII di Oldenburg, nobile tedesco (Oldenburg, n. 1540 - Oldenburg, † 1603)
- Giovanni d'Asburgo-Lorena, nobile e politico austriaco (Firenze, n. 1782 - Graz, † 1859)
- Giovanni Giorgio IV di Sassonia, nobile tedesco (Dresda, n. 1668 - Dresda, † 1694)
- Giovanni Guglielmo del Palatinato, nobile (Düsseldorf, n. 1658 - Düsseldorf, † 1716)
- Giovanni Luigi di Nassau-Ottweiler, nobile tedesco (Saarbrücken, n. 1625 - Reichelsheim, † 1690)
- Giovanni Nepomuceno d'Asburgo-Lorena, nobile (Firenze, n. 1852 - Capo Horn, † 1890)
- Giovanni di Borgogna, nobile (Digione, n. 1371 - Montereau-Fault-Yonne, † 1419)
- Giovanni di Nassau-Idstein, nobile tedesco (Saarbrücken, n. 1603 - Idstein, † 1677)
- Giovanni II del Viennois, nobile francese (Pont de Sorgues, † 1319)
- Giovanni III d'Aragona Tagliavia, nobile italiano (n. 1585 - † 1624)
- Giovanni di Prades, nobile, politico e militare spagnolo (n. 1335 - Alcañiz, † 1414)
- Siro da Correggio, nobile italiano (Correggio, n. 1590 - Mantova, † 1645)
- Giovanni de Braose, nobile britannico († 1232)
- Giovanni de Luna, nobile italiano (Bivona, n. 1564 - Bivona, † 1592)
- Giovanni Vincenzo de Luna, nobile, politico e militare italiano (Bivona, † 1547)
- Giovanni de Warenne, VI conte di Surrey, nobile e militare britannico (n. 1231 - Kent, † 1304)
- Giovanni IV della Frisia orientale-Rietberg, nobile tedesco (Rietberg, n. 1618 - Rietberg, † 1660)
- Giovanni della Scala, nobile e politico italiano (Verona - Verona, † 1359)
- Giovanni I di Borbone, nobile francese (n. 1381 - Londra, † 1434)
- Giovanni di Braganza, nobile portoghese (n. 1430 - Siviglia, † 1484)
- Giovanni di Brandeburgo-Ansbach, nobile tedesco (Kulmbach, n. 1493 - Valencia, † 1525)
- Giovanni Ulrico di Eggenberg, nobile e politico (Graz, n. 1568 - Lubiana, † 1634)
- Giovanni di Friburgo, nobile svizzero (Neuchâtel, n. 1396 - Neuchâtel, † 1458)
- Giovanni II di Kleve, nobile tedesco (Kleve, n. 1458 - † 1521)
- Giovanni di Ligne, nobile olandese (n. 1525 - † 1568)
- Giovanni di Nocera, nobile, militare e funzionario italiano
- Giovanni V di Parthenay, nobile francese (Parthenay, n. 1512 - Mouchamps, † 1566)
- Giovanni Adolfo di Schleswig-Holstein-Sonderburg-Norburg, nobile danese (n. 1576 - † 1624)
- Giovanni Adolfo di Schleswig-Holstein-Sonderburg-Plön, nobile danese (Ahrensbök, n. 1634 - Ruhleben, † 1704)
- Giovanni I Nepomuceno di Schwarzenberg, nobile e imprenditore boemo (Postoloprty, n. 1742 - Hluboka nad Vltavou, † 1789)
- Giovanni Adolfo II di Schwarzenberg, nobile e imprenditore boemo (Vienna, n. 1799 - Vienna, † 1888)
- Giovanni II Nepomuceno di Schwarzenberg, nobile, politico e imprenditore boemo (Vienna, n. 1860 - Vienna, † 1938)
- Giovanni I di Waldeck, nobile tedesco (Bad Arolsen, † 1567)
- Giovanni Reinardo II di Hanau-Lichtenberg, nobile tedesco (Bouxwiller, n. 1628 - Rheinau, † 1666)

## E(6)
- Giovanni Antonio I di Eggenberg, nobile, politico e diplomatico austriaco (Vienna, n. 1610 - Lubiana, † 1649)
- Giovanni Cristiano I di Eggenberg, nobile boemo (Praga, n. 1641 - Praga, † 1710)
- Giovanni Sigifredo di Eggenberg, nobile boemo (Praga, n. 1644 - Graz, † 1713)
- Giovanni Antonio II di Eggenberg, nobile boemo (Graz, n. 1669 - Graz, † 1716)
- Giovanni Emanuele Elia, nobile e inventore italiano (Torino, n. 1866 - Roma, † 1935)
- Giovanni Nepomuceno Esterhazy de Galantha, nobile ungherese (Vienna, n. 1754 - Vienna, † 1840)

## F(1)
- Giovanni Franco, nobile croato († 1436)

## G(76)
- Giovanni d'Aragona, nobile (Catania, n. 1317 - Milo, † 1348)
- Giovanni Gabala, nobile bizantino
- Giovanni d'Arborea, nobile (Oristano, n. 1320 - Oristano, † 1376)
- Giovanni I di Norimberga, nobile tedesco († 1300)
- Giovanni II di Norimberga, nobile tedesco (n. 1309 - † 1357)
- Giovanni III di Norimberga, nobile tedesco (n. 1369 - † 1420)
- Giovanni Giorgio di Brandeburgo, nobile tedesco (Cölln, n. 1525 - Cölln, † 1598)
- Giovanni III di Kleve, nobile (n. 1490 - † 1539)
- Giovanni Enrico di Lussemburgo, nobile austriaco (Mělník, n. 1322 - Brno, † 1375)
- Giovanni Battista de Tassis, nobile (Camerata Cornello, n. 1470 - Ratisbona, † 1541)
- Giovanni Alberto di Meclemburgo-Schwerin, nobile (Schwerin, n. 1857 - Lübstorf, † 1920)
- Giovanni Tristano di Valois, nobile francese (Damietta, n. 1250 - Tunisi, † 1270)
- Giovanni Federico di Brandeburgo-Ansbach, nobile tedesco (Ansbach, n. 1654 - Ansbach, † 1686)
- Giovanni di Brandeburgo-Küstrin, nobile tedesco (Tangermünde, n. 1513 - Kostrzyn nad Odrą, † 1571)
- Giovanni Federico del Palatinato-Sulzbach-Hilpoltstein, nobile tedesco (Neuburg, n. 1587 - Hilpoltstein, † 1644)
- Giovanni I del Palatinato-Zweibrücken, nobile (Meisenheim, n. 1550 - Germersheim, † 1604)
- Giovanni I del Viennois, nobile francese (n. 1264 - Bonneville, † 1282)
- Giovanni III de La Tour d'Auvergne, nobile (n. 1467 - Orléans, † 1501)
- Giovanni del Portogallo, nobile portoghese (Coimbra, n. 1349 - Salamanca, † 1397)
- Giovanni V di Napoli, nobile († 1042)
- Giovanni II del Palatinato-Zweibrücken, nobile (Bad Bergzabern, n. 1584 - Metz, † 1635)
- Giovanni di Ibelin, nobile (n. 1179 - Acri, † 1236)
- Giovanni di Saint-Pol, nobile francese
- Giovanni I di Meclemburgo, nobile († 1264)
- Giovanni Adolfo di Sassonia-Gotha-Altenburg, nobile tedesco (Gotha, n. 1721 - Friedrichstanneck, † 1799)
- Giovanni I di Gaeta, nobile bizantino († 933)
- Giovanni V d'Armagnac, nobile francese (n. 1420 - Lectoure, † 1473)
- Giovanni di Birkenfeld-Gelnhausen, nobile tedesco (Gelnhausen, n. 1698 - Mannheim, † 1780)
- Giovanni I d'Olanda, nobile olandese (n. 1284 - Haarlem, † 1299)
- Giovanni I di Hainaut, nobile olandese (n. 1247 - Valenciennes, † 1304)
- Giovanni di Leiningen-Dagsburg-Falkenburg, nobiluomo tedesco (Mülheim an der Ruhr, n. 1662 - Mülheim an der Ruhr, † 1698)
- Giovanni II d'Asburgo-Laufenburg, nobile tedesco († 1380)
- Giovanni VIII di Nassau-Siegen, nobile e militare tedesco (Dillenburg, n. 1583 - Ronse, † 1638)
- Giovanni II del Palatinato-Simmern, nobile tedesco (Simmern, n. 1492 - Simmern, † 1557)
- Giovanni III d'Armagnac, nobile francese (Alessandria, † 1391)
- Giovanni I del Palatinato-Simmern, nobile tedesco (Starkenburg, n. 1459 - Starkenburg, † 1509)
- Giovanni IV d'Armagnac, nobile e militare francese (Rodez, n. 1396 - L'Isle-Jourdain, † 1450)
- Giovanni II d'Armagnac, nobile francese (Avignone, † 1384)
- Giovanni I d'Armagnac, nobile francese (n. 1306 - Beaumont-de-Lomagne, † 1373)
- Giovanni di Svevia, nobile tedesco († 1313)
- Giovanni d'Albret-Orval, nobile francese (Langres, † 1524)
- Giovanni I, nobile (n. 1213 - † 1266)
- Giovanni I di Blois-Châtillon, nobile († 1279)
- Giovanni II di Blois-Châtillon, nobile (Schoonhoven, † 1381)
- Giovanni I d'Alençon, nobile francese († 1191)
- Giovanni II d'Alençon, nobile francese († 1191)
- Giovanni I di Ponthieu, nobile francese (San Giovanni d'Acri, † 1191)
- Giovanni I de la Roche, nobile francese († 1280)
- Giovanni di Crescenzio, nobile italiano (Roma - Roma, † 1012)
- Giovanni I di Slesia, nobile polacco (n. 1385 - † 1439)
- Giovanni IV d'Asburgo-Laufenburg, nobile tedesco (Laufenburg, n. 1355 - Burg Balm, † 1408)
- Giovanni I di Foix, nobile (n. 1382 - Mazères, † 1436)
- Giovanni d'Istria, nobile italiano
- Giovanni I delfino d'Alvernia, nobile francese († 1351)
- Giovanni III di Namur, nobile francese (Namur, † 1429)
- Giovanni II di Egmond, nobile (n. 1385 - † 1451)
- Giovanni Ernesto di Sassonia-Coburgo, nobile tedesco (Coburgo, n. 1521 - Coburgo, † 1553)
- Giovanni d'Artois, nobile (n. 1321 - † 1387)
- Giovanni II di Oldenburg, nobile tedesco (Oldenburg - Oldenburg)
- Giovanni I di Oldenburg, nobile tedesco (Oldenburg)
- Giovanni di Ginevra, nobile († 1370)
- Giovanni II di Opole, nobile polacco (Racibórz, † 1532)
- Giovanni, nobile ungherese
- Giovanni Sokol di Lamberk, nobile ceco (Polonia, † 1410)
- Giovanni d'Aviz, nobile (Santarém, n. 1400 - Alcácer do Sal, † 1442)
- Giovanni I di Baviera, nobile tedesco (n. 1329 - Landshut, † 1340)
- Giovanni II d'Ungheria, nobile ungherese (Buda, n. 1540 - Alba Iulia, † 1571)
- Giovanni II di Baviera, nobile tedesco (n. 1341 - Landshut, † 1397)
- Giovanni IV del Portogallo, nobile portoghese (Vila Viçosa, n. 1604 - Lisbona, † 1656)
- Giovanni Battista Giovio, nobile e letterato italiano (Como, n. 1748 - Como, † 1814)
- Giovanni Gonzaga, nobile italiano (Luzzara, n. 1721 - Mantova, † 1794)
- Giovanni Gonzaga, nobile italiano (Mantova, n. 1671 - Mantova, † 1743)
- Giovanni Gonzaga, nobile e religioso italiano (Mantova - Malta, † 1645)
- Francesco Guasco, nobile e generale italiano (Torino, n. 1708 - Königsberg, † 1763)
- Giovanni Guicciardi, nobile italiano (Ponte in Valtellina, n. 1584 - Sondrio, † 1664)
- Giovanni di Görlitz, nobile ceco (Praga, n. 1370 - Neuzelle, † 1396)

## H(2)
- Giovanni Sigismondo di Brandeburgo, nobile prussiano (Halle an der Saale, n. 1572 - Berlino, † 1619)
- Giovanni l'Alchimista, nobile tedesco (n. 1406 - Baiersdorf, † 1464)

## I(1)
- Carlo Imbonati, nobile italiano (Milano, n. 1753 - Parigi, † 1805)

## L(4)
- Giovanni Andrea Lampugnani, nobile italiano (Milano, † 1476)
- Giovanni Bernardo di Lippe-Detmold, nobile tedesco (Brake, n. 1613 - Detmold, † 1652)
- Giovanni Battista I Ludovisi, nobile italiano (n. 1646 - Roma, † 1699)
- Giovanni II di Lussemburgo-Ligny, nobile francese (n. 1392 - Guise, † 1441)

## M(12)
- Giovanni Macreno, nobile e generale bizantino
- Giovanni Battista Manso, nobile, scrittore e poeta italiano (Napoli, n. 1569 - Napoli, † 1645)
- Giovanni Battista Manzini, nobile, letterato e romanziere italiano (Bologna, n. 1599 - Bologna, † 1664)
- Giovanni Antonio Marzano, nobile italiano (n. 1399 - Sessa Aurunca, † 1453)
- Giovanni da Tolentino, nobile e condottiero italiano (Tolentino - Milano, † 1470)
- Giovanni Monaldeschi, nobile e diplomatico italiano (Acquapendente, n. 1626 - Fontainebleau, † 1657)
- Giovanni Tommaso Moncada, nobile, politico e militare italiano (n. 1440 - † 1501)
- Giovanni Moncada Alagona, nobile, politico e militare italiano (n. 1375 - † 1452)
- Giovanni Luigi Moncada, nobile e politico italiano (Palermo, n. 1745 - Catania, † 1827)
- Giovanni Battista Montecuccoli-Laderchi, nobile e diplomatico italiano (Bologna, n. 1624 - Modena, † 1688)
- Giovanni Moriggia, nobile e pittore italiano (Caravaggio, n. 1796 - Caravaggio, † 1878)
- Giovanni Musachi, nobile albanese († 1515)

## N(4)
- Giovanni di Nassau-Dillenburg, nobile tedesco (Wetzlar, † 1328)
- Giovanni Ludovico di Nassau-Hadamar, nobile tedesco (Dillenburg, n. 1590 - Hadamar, † 1653)
- Giovanni Battista Negrone, I conte di Monterubiaglio, nobile, alchimista e filosofo italiano (Orvieto, n. 1647 - Orvieto, † 1730)
- Giovanni Niutta, nobile italiano (Piacenza, n. 1879 - Roma, † 1939)

## O(4)
- Giovanni V di Oldenburg, nobile tedesco (Oldenburg, n. 1460 - Oldenburg, † 1526)
- Giovanni Antonio Orsini del Balzo, nobile e condottiero italiano (Lecce, n. 1401 - Altamura, † 1463)
- Giovanni Battista Orsini, nobile italiano (Rodi, † 1476)
- Giovanni I Orsini, nobile italiano (Cefalonia, † 1317)

## P(11)
- Giovanni Paleologo, nobile bizantino († 1326)
- Giovanni Luca Pallavicini, nobile italiano (Genova, n. 1697 - Bologna, † 1773)
- Gianfrancesco Paternò, nobile, politico e militare italiano
- Giovanni Patrizi Naro Montoro, VIII marchese di Montoro, nobile, militare e politico italiano (Roma, n. 1775 - Roma, † 1818)
- Giovanni de' Pazzi, nobile italiano (Firenze, n. 1439 - Volterra, † 1481)
- Giovanni IV von Pernstein, nobile ceco (Moravský Krumlov, n. 1487 - Hrušovany u Brna, † 1548)
- Giovanni Petralife, nobile bizantino
- Giantommaso Pico della Mirandola, nobile e militare italiano (Mirandola, n. 1492 - † 1567)
- Giovanni Francesco II Pico della Mirandola, nobile, filosofo e letterato italiano (Mirandola, n. 1469 - Mirandola, † 1533)
- Giovanni Plantageneto, I duca di Bedford, nobile britannico (Inghilterra, n. 1389 - Rouen, † 1435)
- Giovanni Plantageneto, nobile inglese (Eltham, n. 1316 - Perth, † 1336)

## R(5)
- Giovanni Francesco Radicati di Passerano, nobile italiano (Torino, n. 1633 - Torino, † 1717)
- Giambattista Ripa Buschetti di Giaglione, nobile italiano (Torino, n. 1672 - Torino, † 1737)
- Giovanni Romei, nobile e mercante italiano (Ferrara, n. 1402 - Ferrara, † 1483)
- Giovanni Battista Rospigliosi, I principe Rospigliosi, nobile italiano (Pistoia, n. 1646 - Roma, † 1722)
- Giovanni Battista Rospigliosi, IV principe Rospigliosi, nobile italiano (Roma, n. 1724 - Roma, † 1784)

## S(16)
- Giovanni Giorgio II di Sassonia, nobile tedesco (Dresda, n. 1613 - Freiberg, † 1680)
- Giovanni Giorgio III di Sassonia, nobile tedesco (Dresda, n. 1647 - Tubinga, † 1691)
- Giovanni Battista Sacchetti, II marchese di Castelromano, nobile italiano (Roma, n. 1707 - Roma, † 1759)
- Giovanni Battista Sacchetti, II marchese di Castel Rigattini, nobile italiano (Firenze, n. 1639 - Roma, † 1688)
- Giovanni Francesco Sagredo, nobile italiano (Venezia, n. 1571 - Venezia, † 1620)
- Giovanni II Sanclemente, nobile e militare italiano (Trapani - Trapani)
- Giovanni I Sanclemente, nobile, militare e politico spagnolo (Barcellona - Trapani)
- Giovanni Michele Saraceni, nobile e cardinale italiano (Napoli, n. 1498 - Roma, † 1568)
- Giovanni Filippo di Sassonia-Altenburg, nobile tedesco (Torgau, n. 1597 - Altenburg, † 1639)
- Giovanni Giorgio II di Sassonia-Eisenach, nobile tedesco (Friedewald, n. 1665 - Eisenach, † 1698)
- Giovanni di Schwarzenberg-Hohenlandsberg, nobile tedesco (n. 1463 - Norimberga, † 1528)
- Giovanni Francesco Serra, II marchese di Strevi, nobile e militare italiano (Genova, n. 1609 - Maiorca, † 1656)
- Giovanni Paolo II Sforza di Caravaggio, nobile italiano (Milano - Vigevano, † 1630)
- Giovanni Sforza, nobile, letterato e storico italiano (Montignoso, n. 1846 - Montignoso, † 1922)
- Costanzo II Sforza, nobile italiano (Gradara, n. 1510 - † 1512)
- Giovan Luca Squarcialupo, nobile e politico italiano (Palermo, † 1517)

## T(6)
- Giovanni Tagliavia d'Aragona, nobile, politico e militare italiano (n. 1502 - Mazara del Vallo, † 1548)
- Giovanni Raimondo Torlonia, nobile e banchiere italiano (Siena, n. 1754 - Roma, † 1829)
- Giovanni Torlonia, nobile e politico italiano (Roma, n. 1873 - Roma, † 1938)
- Giangiacomo Trivulzio, nobile, politico e numismatico italiano (Milano, n. 1839 - Milano, † 1902)
- Giovanni Trivulzio, nobile italiano (Milano - † 1508)
- Giovanni Battista Trotti, nobile, politico e giurista italiano (Milano, n. 1569 - Milano, † 1640)

## V(10)
- Giovanni I d'Alençon, nobile francese (Essay, n. 1385 - Azincourt, † 1415)
- Giovanni Antonio Ventimiglia, nobile e condottiero italiano (n. 1445 - Massa Fiscaglia, † 1483)
- Giovanni VI Ventimiglia, nobile e politico italiano (n. 1678 - † 1748)
- Giovanni II Ventimiglia, nobile, politico e militare italiano (Taormina, † 1553)
- Giovanni III Ventimiglia, nobile, politico e militare italiano (Castelbuono, n. 1559 - Castelbuono, † 1619)
- Giovanni IV Ventimiglia, nobile, politico e militare italiano (n. 1625 - † 1675)
- Giovanni I Ventimiglia, nobile, politico e militare italiano (n. 1383 - † 1475)
- Giovanni Vignati, nobile italiano (Pavia, † 1416)
- Giovanni Visconti Venosta, nobile, patriota e scrittore italiano (Milano, n. 1831 - Milano, † 1906)
- Giovanni Visconti di Gallura, nobile (San Miniato, † 1275)

## W(1)
- Giovanni Casimiro del Palatinato-Lautern, nobile tedesco (Simmern, n. 1543 - Kaiserslautern, † 1592)